# Luigi Balestra
Luigi Balestra (* 16. Juli 1873 in Bioggio; † 30. März 1970 ebenda, katholisch, heimatberechtigt in Gerra (Gambarogno)) war ein Schweizer Politiker (CVP).

## Biografie
Luigi Balestra wurde am 16. Juli 1873 als Sohn des Stuckateurs Pietro Balestra und der Martina Camponovo in Boggio geboren. Nach der Absolvierung des Kollegiums Sant’Anna in Roveredo sowie des Lyzeums in Lugano belegte er ein Rechtsstudium in Heidelberg und Lausanne, wo er 1896 promovierte.
In der Folge war Balestra ab 1898 als Anwalt und Notar in Lugano tätig. Luigi, der mit Franca Maddalena verheiratet war, verstarb am 30. März 1970 im Alter von 96 Jahren in Bioggio.

## Politisches Wirken
Seine erste politische Funktion übte der konservative Balestra von 1897 bis 1903 im Gemeinderat von Bioggio aus. Auf kantonaler Ebene war er von 1897 bis 1928 im Tessiner Grossrat, den er 1919 präsidierte, vertreten. Darüber hinaus hatte Balestra in den Jahren 1919 bis 1928 Einsitz im Nationalrat.
Als Mitbegründer der Società delle ferrovie luganesi im Jahr 1910, später als Vizepräsident und Präsident des Verwaltungsrats, förderte Balestra insbesondere den Bau der Bahnstrecke Lugano-Ponte Tresa.

## Weblink
- Luigi A. Balestra Nationalrat auf parlament.ch/de/biografie

| Personendaten    | Personendaten             |
| ---------------- | ------------------------- |
| NAME             | Balestra, Luigi           |
| KURZBESCHREIBUNG | Schweizer Politiker (CVP) |
| GEBURTSDATUM     | 16. Juli 1873             |
| GEBURTSORT       | Bioggio                   |
| STERBEDATUM      | 30. März 1970             |
| STERBEORT        | Bioggio                   |